# Davy Roef
Davy Roef (* 6. Februar 1994 in Antwerpen) ist ein belgischer Fußballtorhüter, der ab der Saison 2020/21 beim belgischen Erstligisten KAA Gent spielt.

## Karriere
Roef gab sein Profidebüt am 19. Januar 2014 für den RSC Anderlecht, als er bei einem Auswärtsspiel gegen den KV Mechelen für den verletzten Stammtorhüter Silvio Proto eingewechselt wurde.
Bei den meisten Spielen der Saison 2014/15 und allen Spielen der Saison 2015/16 saß Roef auf der Reservebank, ohne eingewechselt zu werden. In der Saison 2016/17 stand er die ersten fünfzehn Spiele im Tor, bevor er wieder auf der Ersatzbank Platz nehmen musste. Im Januar 2017 wurde er bis zum Ende der Saison an den spanischen Verein Deportivo La Coruña ausgeliehen, der in diesem Jahr in der Primera División, der obersten spanischen Liga, spielte. Eine Sprunggelenksverletzung war der Grund, dass Roef erst im letzten Spiel der Saison, als der Verein bereits als Absteiger feststand, erstmals eingesetzt wurde.
Zurück in Belgien wurde er im August 2018 für die Saison 2018/19 an den Ligakonkurrenten Waasland-Beveren ausgeliehen. Diese Ausleihe wurde mit einer Kaufoption um eine Saison verlängert.
Waasland-Beveren war im März 2019 auch bereit, die vereinbarte Ablösesumme zu zahlen, aber Roef lehnte einen dauerhaften Wechsel nach Waasland-Beveren ab.
In der Saison 2019/20 stand er wieder im Kader des RSC Anderlecht. In der gesamten Saison bis zu ihrem Abbruch infolge der COVID-19-Pandemie bestritt Roef lediglich ein Spiel bei der Reservemannschaft.
Im Mai 2020 wurde ein Wechsel innerhalb der Division 1A zum KAA Gent vereinbart, wo Roef einen Vertrag mit einer Laufzeit von drei Jahren unterschrieb. Roef bestritt für Gent in seiner ersten Saison sechs von 40 möglichen Ligaspielen sowie ein Pokalspiel und sechs Europapokal-Spiele einschließlich Qualifikation. Zwischen dem 26. September 2020 und dem 6. Februar 2022 wurde er lediglich bei Europapokal-Spielen eingesetzt. Entsprechend kam er in der Saison 2021/22 auf 14 von 40 möglichen Ligaspielen, zwei Pokalspielen und vier Spielen in der Conference League einschließlich Qualifikation. In der nächsten Saison waren es 11 von 40 möglichen Ligaspielen, ein Pokalspiel, neun Europapokal-Spiele und das verlorene Spiel um den Supercup. In der Liga wurde er ab Anfang Oktober 2022 mit Ausnahme eines Spieles in den Europa-Play-off nicht mehr eingesetzt.
In der Saison 2023/24 wurde er bei 22 von 41 möglichen Ligaspielen, bei drei Pokalspielen und 12 Spielen im Europapokal eingesetzt. In der nächsten Saison waren es 33 von 40 möglichen Ligaspielen (davon in 14 Spielen ohne Gegentor) sowie fünf Spielen in der Qualifikation zur Conference League. Ab Anfang März 2025 fiel er bis Saisonende wegen eines Handbruchs aus. 
Von 2010 bis 2013 lief er für die belgischen Nachwuchsnationalmannschaften in den Altersklassen U-16 und U-19 auf.

## Erfolge
- Belgischer Meister: 2013/14
- Belgischer Pokalsieger: 2022